# Тео Фитцау
Тео Фитцау (на германски Theo Fitzau) е бивш пилот от Формула 1.
Роден на 10 февруари 1923 година в Кетен, Германия.

## Формула 1
Тео Фитцау прави своя дебют във Формула 1 в голямата награда на Германия през 1953 година. В световния шампионат записва 1 състезания, като не успява да спечели точки. Състезава се с частен АФМ.